# Georges Turlier
Georges Turlier (Saint-Hilaire-Fontaine, 16 luglio 1931) è un ex canoista francese.

## Palmarès
- Giochi olimpici

Helsinki 1952: oro nel C2 10000 metri.